# Dorymyrmex wheeleri
Dorymyrmex wheeleri es una especie de hormiga del género Dorymyrmex, subfamilia Dolichoderinae. Fue descrita científicamente por Kusnezov en 1952.
Se distribuye por los Estados Unidos.

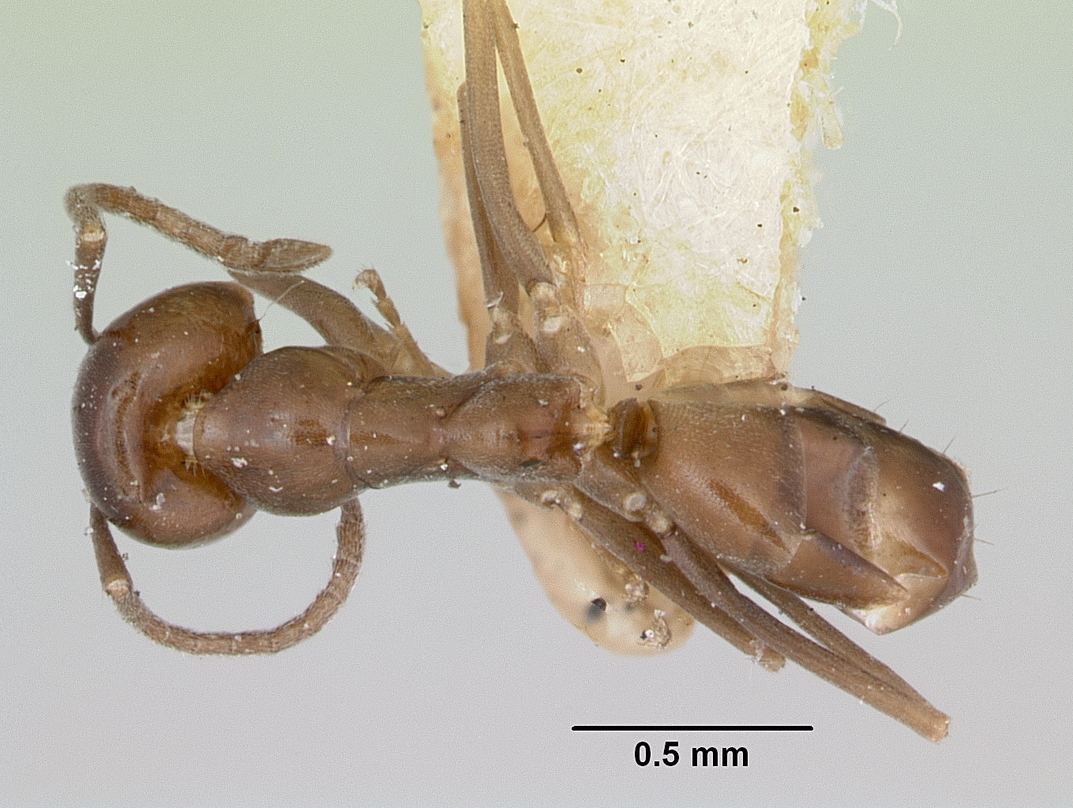
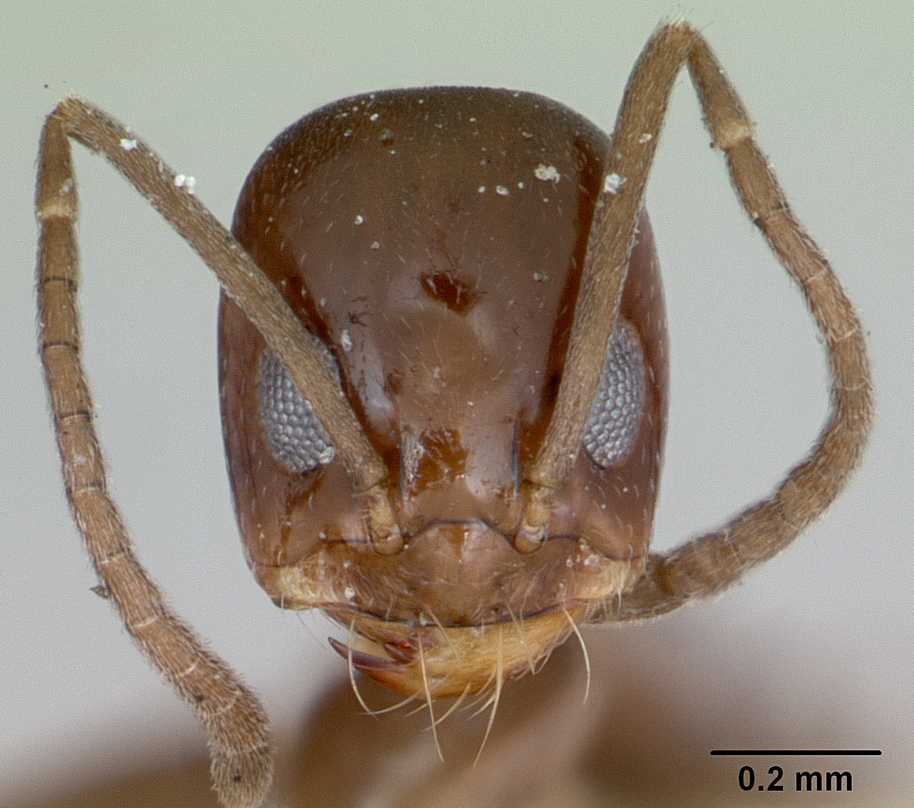